# Stadio Biagio Pirina
Lo stadio Biagio Pirina è il principale impianto polisportivo di Arzachena. Ospita le partite casalinghe della Arzachena Calcio.

## Descrizione
Lo stadio Biagio Pirina è un impianto sportivo adatto sia per le partite di calcio che per le gare di atletica leggera. Dotato di pista di atletica a 6 corsie ha una capienza di circa 2 000 spettatori, di cui 350/400 in tribuna coperta. Inaugurato nel 1999 è stato oggetto di diverse modifiche nel corso degli anni.
In seguito alla promozione dell'Arzachena Calcio in Serie C, avvenuta nel Maggio 2017, l'impianto è stato restaurato e i lavori di ristrutturazione hanno allontanato la squadra locale dall'impianto cittadino per tutta la stagione 2017-18, che ha giocato l'intero campionato al Bruno Nespoli di Olbia.
Con i lavori di restauro l'impianto è stato conformato alle prescrizioni della Lega Pro e all'anno 2018 è, insieme al Nespoli di Olbia, l'unico impianto omolagato in Sardegna (oltre alla Sardegna Arena di Cagliari) per un campionato di calcio professionistico.
L'attuale capienza di 2 000 spettatori, a dispetto dei lavori strutturali, è inferiore a quella che l'impianto vantava prima della ristrutturazione. Secondo il quotidiano locale La Nuova Sardegna, il 7 maggio 2017, nel giorno della storica promozione in Serie C, infatti, erano presenti al Biagio Pirina 3 000 spettatori. Attualmente però l'impianto presenta esclusivamente posti a sedere nominali e numerati, nell'anno della promozione invece non esisteva nessun tipo di restrizione e, probabilmente, l'impianto è stato riempito oltre la capienza effettiva.
Con i lavori di ristrutturazione lo stadio è stato completamente rinnovato. Le due tribune esistenti sono state dotate di seggiolini ergonomici bianchi e verdi, che richiamano i colori sociali dell'Arzachena Calcio ed è stato costruito un nuovo settore con una capienza di circa 500 posti, posizionato dietro la porta e denominato "curva", con un proprio accesso indipendente e un proprio parcheggio, destinato alla tifoseria ospite.
La tribuna coperta è stata dotata di postazioni per la carta stampata ed è stata ricavata una zona denominata "tribuna autorità". Nella gradinata invece sono state ricavate l'area speaker e quella riservata agli operatori audio-televisivi. Gli spogliatoi situati sotto la gradinata, sono stati completamente rinnovati e qui sono state attrezzate la zona hospitality, la sala antidoping e la sala stampa. Lo stadio, inoltre, è stato interamente dotato di sistema di videosorveglianza ed è stato rivisto l'impianto di illuminazione che ora è conforme alle prescrizioni della Lega in materia di riprese televisive.
Attualmente lo stadio presenta tre diverse tribune:
- la gradinata, dotata di circa 1 200 posti a sedere, oltre alle postazioni audio e tele cronistiche;
- la tribuna coperta, dotata di circa 350 posti a sedere, oltre alle postazioni per la carta stampata;
- la curva, dotata di circa 500 posti e riservata alla tifoseria ospite.

## Storia
L'impianto, inaugurato nel 1999, è stato modificato più volte nel corso degli anni. Inizialmente non era presente la pista di atletica e contava solo della gradinata.
Lo stadio è intitolato a Biagio Pirina, promettente giovane giocatore locale, morto prematuramente sul campo a causa di un ictus cerebrale. L'inaugurazione si aprì con una sfida amichevole tra l'Arzachena ed il Cagliari, con presenza di personalità del mondo calcistico quali Gian Piero Ventura e Massimo Cellino. La costruzione dello stadio avvenne su di un terreno, situato in località Corra Cilvuna (nella periferia della città di Arzachena), un tempo adibito a galoppatoio.
Nel 2002 ha ospitato un incontro valevole per le qualificazioni al Campionato Mondiale 2003 tra le rappresentative femminili di Italia e Islanda.
Nell'anno 2004 è stato aperto al pubblico un nuovo settore, la tribuna centrale coperta. L'impianto cittadino è sempre stato, dall'anno della sua inaugurazione, lo stadio di casa dell'Arzachena Costa Smeralda Calcio, ma con la promozione in Serie C avvenuta nel maggio 2017, per problemi di adeguamento dell'impianto alla categoria, questa è dovuta esiliare a Olbia.
In seguito agli importanti lavori di ristrutturazione, nell'impianto è stata inaugurata la "curva" destinata a settore ospiti e, dalla stagione 2018-2019 i biancoverdi sono tornati a giocare nel campo casalingo.
Lo stadio ha inoltre ospitato vari concerti, tra i quali uno di Max Pezzali nel 2005.

## Gare internazionali
- Italia femminile -  Islanda femminile: 0-0

## Scheda tecnica dell'impianto
- Copertura: parziale (esclusivamente la tribuna centrale)
- Numero settori: 3 (tribuna centrale, gradinata, curva)
- Numero spettatori: 2 000 circa
- Numero posti coperti: 350 circa
- Numero posti destinati alla tifoseria ospite: 500 circa
- Distanza max. spettatori-campo: 10 metri circa
- Dimensione campo: 105 x 60
- Separazione interna: ringhiere
- Amplificazione sonora: si
- Campo preriscaldato: no
- Impianto illuminazione: si
- Pista atletica: si